# دشت أنارستان (كوهمرة خامي)
دشت أنارستان (بالفارسية: دشت انارستان) هي قرية تقع في إيران في قسم كوهمرة خامي الريفي.